# ケビン・バーン
ケビン・パトリック・バーン（Kevin Patrick Beirne , 1974年1月1日 - ）は、アメリカ合衆国テキサス州出身の元プロ野球選手（投手）。
オリックス時代の登録名は「ケビン」。

## 経歴

### メジャー時代
1995年のMLBドラフト11巡目でシカゴ・ホワイトソックスに入団。
2000年5月17日、メジャーデビュー。
2001年はトロント・ブルージェイズでプレーした。
2002年はロサンゼルス・ドジャースでプレーした。オフに大阪近鉄バファローズに入団。当時の監督だった梨田昌孝が「すごい投手が来た」と興奮気味に語る程、梨田から高い期待を寄せられた。

### 近鉄時代
2003年3月31日の対福岡ダイエーホークス1回戦（大阪ドーム）で7回1/3を2失点で初登板初先発初勝利を挙げるも先発では不安定な投球が多く5月中旬に抑えに転向。ところが、セーブのつく場面で失敗が多くその後中継ぎに降格した。このように暫くは起用法が一定しなかったが、6月下旬に再度先発に転向すると漸く安定した投球を見せた。30試合の登板で防御率4点台と不安定だったが8勝を挙げた。
2004年は開幕第2戦で先発を任されたが勝敗は付かなかった。防御率は改善して来日初の規定投球回に到達したものの打線の援護に恵まれず6勝に終わった。オフに合併先のオリックス・バファローズと契約し、登録名を「ケビン」（監督の仰木彬の意向もあった）に変更した。近鉄とオリックス双方において外国人選手は刷新に伴い、契約を解除され、分配ドラフトの対象から外される選手が多かったが、バーンとジェレミー・パウエル（オリックスでの登録名は「JP」）はオリックスと契約した。

### オリックス時代
合併1年目の2005年は川越英隆、JPと共に先発の一角として期待された。春先は好投しても打線の援護に恵まれないケースが先行し、次第に投球内容も悪化。この年は強力打線のソフトバンク戦で防御率0.51を記録するも通年では22試合で4勝13敗1ホールド、防御率4.69で規定投球回も満たせずに不調で終わってしまい、シーズンオフに解雇された。そして、千葉ロッテマリーンズに移籍。ロッテとの契約がこじれオリックス入りしたダン・セラフィニと入れ替わる形となった。また、登録名を「バーン」に戻した。

### ロッテ時代
2006年は開幕第2戦の先発に抜擢されるも先発では結果を残せず、シーズン途中から中継ぎに転向した。主にビハインドの場面で登板が多かった。28試合の登板で3勝5敗3ホールド防御率4.41に終わった。戦力外通告はされていなかったが、11月28日に自由契約選手として公示された。

## プレースタイル・人物
140km台中盤～後半のストレートを中心に、スライダー、カットボール、カーブ、チェンジアップを投げる。球が高めに浮きやすく、それを痛打されることも多かった。
大学時代はアメリカンフットボールのワイドレシーバーを務め、父のジム・バーンもNFLのヒューストン・オイラーズでプレーしていた。

## 詳細情報

### 年度別投手成績
| 年 度    | 球 団      | 登 板 | 先 発 | 完 投 | 完 封 | 無 四 球 | 勝 利 | 敗 戦 | セ 丨 ブ | ホ 丨 ル ド | 勝 率 | 打 者 | 投 球 回 | 被 安 打 | 被 本 塁 打 | 与 四 球 | 敬 遠 | 与 死 球 | 奪 三 振 | 暴 投 | ボ 丨 ク | 失 点 | 自 責 点 | 防 御 率 | W H I P |
| -------- | ---------- | ----- | ----- | ----- | ----- | -------- | ----- | ----- | -------- | ----------- | ----- | ----- | -------- | -------- | ----------- | -------- | ----- | -------- | -------- | ----- | -------- | ----- | -------- | -------- | ------- |
| 2000     | CWS        | 29    | 1     | 0     | 0     | 0        | 1     | 3     | 0        | --          | .250  | 220   | 49.2     | 50       | 9           | 20       | 1     | 4        | 41       | 1     | 0        | 41    | 37       | 6.70     | 1.41    |
| 2001     | TOR        | 5     | 0     | 0     | 0     | 0        | 0     | 0     | 0        | --          | --    | 40    | 7.0      | 13       | 1           | 6        | 1     | 0        | 5        | 0     | 0        | 10    | 10       | 12.86    | 2.71    |
| 2002     | LAD        | 12    | 3     | 0     | 0     | 0        | 2     | 0     | 0        | --          | 1.000 | 127   | 29.0     | 26       | 4           | 17       | 2     | 2        | 17       | 4     | 0        | 11    | 11       | 3.41     | 1.48    |
| 2003     | 近鉄       | 30    | 20    | 2     | 1     | 0        | 8     | 7     | 0        | --          | .533  | 534   | 129.2    | 109      | 16          | 48       | 1     | 9        | 107      | 2     | 1        | 63    | 63       | 4.37     | 1.21    |
| 2004     | 近鉄       | 27    | 27    | 0     | 0     | 0        | 6     | 8     | 0        | --          | .429  | 743   | 173.2    | 190      | 10          | 48       | 0     | 12       | 154      | 2     | 2        | 83    | 75       | 3.89     | 1.37    |
| 2005     | オリックス | 22    | 20    | 0     | 0     | 0        | 4     | 13    | 0        | 1           | .235  | 485   | 109.1    | 117      | 10          | 47       | 0     | 5        | 70       | 6     | 1        | 63    | 57       | 4.69     | 1.50    |
| 2006     | ロッテ     | 28    | 6     | 0     | 0     | 0        | 3     | 5     | 0        | 3           | .375  | 282   | 65.1     | 60       | 9           | 27       | 0     | 2        | 48       | 3     | 0        | 34    | 32       | 4.41     | 1.33    |
| MLB：3年 | MLB：3年   | 46    | 4     | 0     | 0     | 0        | 3     | 3     | 0        | --          | .500  | 387   | 85.2     | 89       | 14          | 43       | 4     | 6        | 63       | 5     | 0        | 62    | 58       | 6.09     | 1.54    |
| NPB：4年 | NPB：4年   | 107   | 73    | 2     | 1     | 0        | 21    | 33    | 0        | 4           | .389  | 2044  | 478.0    | 476      | 45          | 170      | 1     | 28       | 379      | 13    | 4        | 243   | 227      | 4.27     | 1.35    |

- 各年度の太字はリーグ最高

### 記録
NPB
- 初登板・初先発・初勝利：2003年3月31日、対福岡ダイエーホークス1回戦（大阪ドーム）、7回1/3を2失点
- 初奪三振：同上、1回表に大道典嘉から
- 初完投勝利・初完封勝利：2003年4月15日、対西武ライオンズ5回戦（大阪ドーム）
- 初ホールド：2005年6月5日、対広島東洋カープ6回戦（広島市民球場）、4回裏に2番手で救援登板、2回2/3を2失点

### 背番号
- 57 （2000年）
- 40 （2001年）
- 58 （2002年）
- 23 （2003年 - 2004年）
- 21 （2005年）
- 42 （2006年）

### 登録名
- バーン（2003年 - 2004年、2006年）
- ケビン（2005年）